# Hassan Djamous
Hassan Djamous (décédé en avril 1989) était le commandant en chef de l'armée tchadienne et un ami du président tchadien Idriss Déby.

## Biographie
Il a dirigé les forces de l'armée tchadienne pendant le conflit tchado-libyen (voir opération Manta et opération Épervier), et incarne la figure du héros de guerre en jouant un rôle de premier plan pour bouter l’armée de Mouammar Kadhafi hors du pays en 1987. Il se distingua notamment par la prise de Ouadi Doum ou encore par le raid effectué sur la base libyenne de Maaten al-Sarra.
Dans la nuit du 1er au 2 avril 1989, Hassan Djamous, soupçonné par le président Hissène Habré de fomenter un complot pour le renverser, s’enfuit de N’Djamena vers l'est où il compte constituer un groupe armé avec l'appui du Soudan. D'autres membres de sa famille, à commencer par Idriss Déby et Brahim Mahamat Itno, ministre de l'Intérieur à l'époque, de la même ethnie zaghawa, sont contraints de lui emboîter le pas.
Le 12 avril 1989, au terme d’une course-poursuite harassante, le groupe est rattrapé en territoire soudanais par les forces armées tchadiennes. Seul Idriss Déby parvient à s’échapper. Djamous est blessé, capturé et ramené à N’Djamena. Il est ensuite assassiné.
Déby, le seul des trois qui survécut, prendra le pouvoir l'année suivante après une période d'exil en Libye et au Soudan.
L'aéroport international de N'Djaména porte son nom.